# Juan Ceada Infantes
Juan Ceada Infantes (Huelva, 1941) es un político español, que fue alcalde de Huelva desde 1988 a 1995, el segundo electo democráticamente tras el fallecimiento de Francisco Franco.

## Biografía
Maestro industrial, fue alcalde de la ciudad de Huelva entre 1988 —año en el que sustituyó en el cargo a Marín Rite— y 1995. Desde las filas de la extinta Organización Revolucionaria de Trabajadores (ORT) fue elegido concejal del Ayuntamiento de la capital en 1979, año en el que entra a formar parte del equipo de gobierno como teniente de alcalde, gracias al apoyo de Antonio Martín, personaje de gran importancia en el mundo político del municipio onubense, formando parte de su equipo durante el primer año de alcaldía.
Tras abandonar este partido, ingresó en el PSOE, con el que también fue concejal, primer teniente de alcalde y delegado de Urbanismo bajo el mandato de José Antonio Marín Rite.
Tras salir del Ayuntamiento en 1998, es nombrado Delegado de la Junta de Andalucía en la provincia de Huelva, cargo que ocupa hasta el año 2003. Ha sido también presidente del parque natural de la Sierra de Aracena y Picos de Aroche. En la actualidad ocupa la presidencia de la Corporación Eólica de Huelva y su actividad política la compatibiliza con la literaria.
Tiene un libro con la editorial Niebla "En Europa hacen falta poetas" con poemas que ha ido escribiendo durante su vida, y su actual mujer, los digitalizó.